# ويليام جورج تورنر
ويليام جورج تورنر (بالإنجليزية: William George Turner)‏ هو سياسي بريطاني (وحمل سابقاً جنسية المملكة المتحدة لبريطانيا العظمى وأيرلندا)، ولد في 1872، وتوفي في 14 يونيو 1937. انتخب Member of the Senate of Northern Ireland ‏.